# Les O’Connell
Leslie James „Les” O’Connell (ur. 23 maja 1958 w Timaru) – nowozelandzki wioślarz, złoty medalista olimpijski i dwukrotny medalista mistrzostw świata.

## Kariera
Wystartował na igrzyskach olimpijskich w Los Angeles w 1984, gdzie osada Nowej Zelandii w składzie: Les O’Connell, Shane O’Brien, Conrad Robertson i Keith Trask zdobyła złoty medal w czwórkach bez sternika. W finale uplasowali się o 2,52 sekundy przed osadą USA i o 4,24 sekundy przed osadą Danii. Był to pierwszy w historii złoty medal olimpijski dla Nowej Zelandii w tej konkurencji i zarazem jego jedyny start olimpijski.
Na mistrzostwach świata w Lucernie (1982) Les O'Connell, Mike Stanley, Andrew Stevenson, George Keys, Roger White-Parsons, Chris White, Tony Brook, Dave Rodger i Andy Hay (sternik) zdobyli złoty medal w ósemkach. Na rozgrywanych rok później mistrzostwach świata w Duisburgu wspólnie z Conradem Robertsonem, Gregiem Johnstonem, Keithem Traskiem i Brettem Hollisterem (sternik) zdobył złoto w czwórkach ze sternikiem. Był także czwarty w czwórkach bez sternika na mistrzostwach świata w Hazewinkel (1985), gdzie Nowozelandczycy przegrali walkę o podium z osadą NRD o 0,28 sekundy.
Po zakończeniu kariery założył firmę budowlaną. Pracował także jako trener wioślarstwa w Avon Rowing Club.